# Severo Fernández
Severo Fernández, cuyo verdadero nombre era Severino Fernández, fue un actor cómico de cine y teatro que nació en Mieres, Asturias, España, el 10 de diciembre de 1898 y falleció en Buenos Aires, Argentina, el 27 de octubre de 1961 luego de una extensa trayectoria artística en este país.

## Carrera
Dueño de una enorme gracia y talento para la comedia, Severo Fernández se destacó tanto en cine como en teatro en compañía de primeras figuras de la escena nacional argentina.
En teatro integró compañías populares como la de César Ratti, Manuel Romero y Pepe Arias.
Era hincha fanático de Dock Sud.

## Filmografía
Actor
- El honorable inquilino (1951) … Mr. Larica
- La historia del tango (1951) .... Prudencio Aldao
- Derecho viejo (1951)
- Arriba el telón o El patio de la morocha (1951)
- El honorable inquilino (1951)
- Cosas de mujer (1951)
- Valentina (1950) .... Andrés Castro
- Morir en su ley (1949) .... El banquero
- La rubia Mireya (1948) .... Lloveras
- El tango vuelve a París (1948) .... Mendizábal
- El juego del amor y del azar (1944) .... Arlequín
- La calle Corrientes (1943)
- Historia de crímenes (1942) .... Gervasio
- Una luz en la ventana (1942) .... Juan
- Sendas cruzadas (1942)
- Mi amor eres tú (1941) .... Lucas
- El tesoro de la isla Maciel (1941) .... Juan Tunín
- Si yo fuera rica (1941) ...Pedro García
- Un hombre bueno (1941)
- Amor (1940)
- La luz de un fósforo (1940) ...Golito
- La mujer y el jockey (1939)
- Entre el barro (1939)
- Los pagarés de Mendieta (1939) ...Tegodi
- Jettatore (1938)
- ¡Goal! (1936)
- Noches de Buenos Aires (1935) ...Ponciano
- Picaflor (1935)
- Dancing (1933)
- El caballero de la rambla (1925)

## Teatro
- Jugando pasa la vida (1939), con Carlos Ramírez y Aída Olivier. Con la compañía de Luis César Amadori.